# Cinnamomum fouilloyi
Cinnamomum fouilloyi är en lagerväxtart som beskrevs av André Joseph Guillaume Henri Kostermans. Cinnamomum fouilloyi ingår i släktet Cinnamomum och familjen lagerväxter. Inga underarter finns listade i Catalogue of Life.